# Kinh lạc
Kinh lạc là đường khí huyết vận hành trong cơ thể, đường chính của nó gọi là kinh, nhánh của nó gọi là lạc, kinh với lạc liên kết đan xen ngang dọc, liên thông trên dưới trong ngoài, là cái lưới liên lạc toàn thân.
Kinh lạc phân ra hai loại kinh mạch và lạc mạch.Trong kinh mạch gồm chính kinh và kỳ kinh, chính kinh có mười hai sợi, tả hữu đối xứng, tức thủ túc tam âm kinh và thủ túc tam dương kinh, gọi chung mười hai kinh mạch, mỗi kinh thuộc một tạng hoặc một phủ. Kỳ kinh có tám sợi, tức đốc mạch, nhâm mạch, xung mạch, đái mạch, âm duy mạch, dương duy mạch, âm kiểu mạch, dương kiểu mạch. Thông thường nhắc đến mười hai kinh mạch và thêm vào hai mạch nhâm đốc gọi chung mười bốn kinh mạch chính.
Không có bằng chứng khoa học về sự tồn tại của kinh lạc.

## Ý nghĩa sinh lý của kinh lạc
Tác dụng sinh lý của kinh lạc là Hành khí huyết, dinh âm dương, nhu cân cốt, lợi quan tiết (lưu thông khí huyết, dưỡng âm dương tố chất, nuôi dưỡng các cơ quan), trong thuộc tạng phủ, ngoài lạc chi khớp, thông trong đạt ngoài, vận hành khí huyết, liên hệ toàn thân, để duy trì bình thường công năng sinh lý cơ quan tổ chức cơ thể. Ngũ tạng, lục phủ, tứ chi, ngũ quan, cửu khiếu, bì nhục cân cốt… của cơ thể, đều phải nhờ liên hệ của kinh lạc với sự dưỡng nuôi của khí huyết, mới có thể phát huy công năng của nó, đồng thời hỗ tương hiệp điều thành một chỉnh thể hữu cơ.

## Ý nghĩa bệnh lý của kinh lạc
Ở tình huống bệnh lý, kinh lạc có liên quan với sự phát sinh và truyền biến của bệnh tật. Ngoại tà xâm phạm cơ thể, nếu tác dụng bảo vệ phần ngoài của khí mất bình thường, bệnh tà sẽ men theo đường kinh lạc mà truyền vào tạng phủ. Ngược lại, tạng phủ có bệnh, cũng sẽ men theo đường kinh sở thuộc mà thể hiện những triệu chứng tương ứng đến phía ngoài cơ thể. Nhưng thứ truyền biến này chỉ có thể là tương đối, có phải truyền biến hay không, còn phải xem các nhân tố như tính chất mạnh yếu của bệnh tà, chính khí của cơ thể thịnh suy, trị liệu thích hợp hay không … mà xác định.

## Kinh lạc tuần hành
Mười bốn kinh mạch đều có bộ vị tuần hành nhất định.
Mười hai kinh mạch: thuộc tạng phủ tuần hành phân bố tả hữu đối xứng, mà còn nối tiếp theo thứ tự nhất định, bắt đầu từ thủ thái âm phế kinh, theo thứ tự truyền đến túc quyết âm can kinh, rồi lại truyền vào thủ thái âm phế kinh, tuần hoàn mãi không thôi, biểu thị liên tục như sau:
Thủ thái âm phế kinh - Thủ dương minh đại tràng kinh - Túc dương minh vị kinh - Túc thái âm tỳ kinh - Thủ thiếu âm tâm kinh - Thủ thái dương tiểu tràng kinh - Túc thái dương bàng quang kinh - Túc thiếu âm thận kinh - Thủ quyết âm tâm bào kinh - Thủ thiếu dương tam tiêu kinh - Túc thiếu dương đảm kinh - Túc quyết âm can kinh. 
- 3 kinh Âm ở tay: Phế, Tâm, Tâm bào có hướng đi từ trong ngực ra ngoài ngón tay.
- 3 kinh Dương ở tay: Đại trường, Tiểu trường, Tam tiêu có hướng đi từ đầu các ngón tay đi vào ngực, mặt.
- 3 kinh Âm ở chân: Tỳ, Thận, Can có hướng đi từ bàn chân lên tận cùng ổ bụng, ngực.
- 3 kinh Dương ở chân: Vị, Bàng quang, Đởm có hướng từ mặt xuống, điểm tận cùng là đầu các ngón chân.'

Nhâm mạch: Xuất phát từ môi dưới chạy xuống dưới cằm, cổ, ngực, bụng, rốn, xuyên qua bộ phận sinh dục, vừa đến hậu môn. Nhâm mạch có tác dụng tổng quản âm kinh của toàn thân, là Âm kinh chi hải.
Đốc mạch: Xuất phát từ hậu môn, theo xương cùng lên thắt lưng, lên tiếp theo đường xương sống, lên gáy, lên đỉnh đầu, qua trước trán, xuống mũi, kết thúc ở môi trên. Đốc mạch có tác dụng tổng quản dương kinh của toàn thân, là Dương kinh chi hải.

## Kinh lạc chủ trị
Mười hai kinh mạch phân bố thuộc vào tạng phủ, âm kinh thuộc tạng là lý (lạc với phủ), dương kinh thuộc phủ là biểu (lạc với tạng). Hai kinh biểu lý thông qua lạc mạch nối tiếp thông đồng lẫn nhau. Do đó 2 kinh biểu lý, ở phương diện sinh lý và bệnh lý đều là liên hệ lẫn nhau, ảnh hưởng lẫn nhau:
| Kinh (Tiếng Anh, tiếng hán) | Chi       | Ngũ Hành  | Thuộc             | Lạc               | Thời Gian              |
| --- | --------- | --------- | ----------------- | ----------------- | ---------------------- |
| Thủ thái âm phế kinh (Taiyin Lung Channel of Hand, 手太阴肺经) Chủ trị: Bệnh chứng các bộ vị phế, ngực, hầu họng, bệnh sốt, tự hãn, đạo hãn, tiểu đường và bệnh chứng của bộ vị kinh này đi qua. | Tay (手)  | Kim (金)  | Phế (肺)          | Đại tràng (大腸)  | Dần 3 a.m. tới 5 a.m.  |
| Thủ thiếu âm tâm kinh (Shaoyin Heart Channel of Hand, 手少阴心经) Chủ trị: Bệnh bộ vị ngực và tâm, bệnh thần chí, đại não phát dục không đầy đủ, thần kinh suy nhược, trúng phong á khẩu và bệnh chứng của bộ vị kinh này đi qua.                                                                              | Tay (手)  | Hoả (火)  | Tâm (心)          | Tiểu tràng (小肠) | Ngọ 11 a.m. tới 1 p.m. |
| Thủ quyết âm tâm bào kinh (Jueyin Pericardium Channel of Hand, 手厥阴心包经) Chủ trị: Bệnh bộ vị ngực, tâm, vị, bệnh thần chí, thần kinh suy nhược đại não phát dục không đầy đủ, hen suyễn, bệnh sốt rét và bệnh chứng của bộ vi kinh này đi qua.                                                             | Tay (手)  | Hoả (火)  | Tâm bào (心包)    | Tam tiêu (三焦)   | Tuất 7 p.m. tới 9 p.m. |
| Thủ thiếu dương tam tiêu kinh (Shaoyang Sanjiao Channel of Hand, 手少阳三焦经) Chủ trị: Bệnh chứng của bộ vị bên đầu, tai, mắt, hầu, bệnh chứng ngực sườn, bệnh phát sốt, phong chẩn, táo bón và bệnh chứng của bộ vị kinh này đi qua.                                                                         | Tay (手)  | Hoả (火)  | Tam tiêu (三焦)   | Tâm bào (心包)    | Hợi 9 p.m. tới 11 p.m. |
| Thủ thái dương tiểu tràng kinh (Taiyang Small Intestine Channel of Hand, 手太阳小肠经) Chủ trị: Bệnh chứng của bộ vị bả vai, cổ gáy, đầu, mắt, tai, hầu họng, bệnh thần chí, bệnh phát sốt, đau thắt lưng và bệnh chứng của bộ vị kinh này đi qua.                                                             | Tay (手)  | Hoả (火)  | Tiểu tràng (小肠) | Tâm (心)          | Mùi 1 p.m. tới 3 p.m.  |
| Thủ dương minh đại tràng kinh (Yangming Large Intestine Channel of Hand, 手阳明大肠经) Chủ trị: Bệnh chứng của các bộ vị trước đầu, mặt, miệng, răng, mắt, tai, mũi, hầu họng, bệnh chứng bộ vị ngực bụng, bệnh phát sốt, phong chẩn, bệnh cao huyết áp và bệnh chứng của bộ vị kinh này đi qua.               | Tay (手)  | Kim (金)  | Đại tràng (大腸)  | Phế (肺)          | Mão 5 a.m. tới 7 a.m.  |
| Túc thái âm tỳ kinh (Taiyin Spleen Channel of Foot, 足太阴脾经) Chủ trị: Bệnh tràng vị, bệnh hệ sinh dục tiết niệu, các thứ xuất huyết, thiếu máu, mất ngủ, thủy thũng, và bệnh chứng của bộ vị kinh này đi qua.                                                                                               | Chân (足) | Thổ (土)  | Tỳ (脾)           | Vị (胃)           | Tỵ 9 a.m. tới 11 a.m.  |
| Túc thiếu âm thận kinh (Shaoyin Kidney Channel of Foot, 足少阴肾经) Chủ trị:Bệnh hệ nội tiết và hệ sinh dục tiết niệu, thần kinh suy nhược, bệnh chứng bộ vị hầu, ngực, thắt lưng và bệnh chứng của bộ vị kinh này đi qua.                                                                                     | Chân (足) | Thủy (水) | Thận (腎)         | Bàng quang (膀胱) | Dậu 5 p.m. tới 7 p.m.  |
| Túc quyết âm can kinh (Jueyin Liver Channel of Foot, 足厥阴肝经) Chủ trị: Bệnh can (bao quát bệnh cao huyết áp, nhức đầu, mất ngủ, hay chiêm bao), bệnh đảm, bệnh hệ sinh dục tiết niệu, và bệnh chứng của bộ vị kinh này đi qua.                                                                              | Chân (足) | Mộc (木)  | Can (肝)          | Đảm (膽)          | Sửu 1 a.m. tới 3 a.m.  |
| Túc thiếu dương đảm kinh (Shaoyang Gallbladder Channel of Foot, 足少阳胆经) Chủ trị: Bệnh chứng của các bộ vị bên đầu, mắt, tai, ngực sườn, bệnh can đảm, bệnh thần chí, bệnh phát sốt, xây xẩm, sưng chân, táo bón và bệnh chứng của bộ vị kinh này đi qua.                                                   | Chân (足) | Mộc (木)  | Đảm (膽)          | Can (肝)          | Tý 11 p.m. tới 1 a.m.  |
| Túc thái dương bàng quang kinh (Taiyang Bladder Channel of Foot, 足太阳膀胱经) Chủ trị: Bệnh chứng của bộ vị lưng eo, sau gáy, sau đầu, đỉnh đầu, mắt, với bệnh tạng phủ quan hệ với du huyệt ở lưng của kinh này, bệnh phát sốt, bệnh thần chí, thai vị khác thường, và bệnh chứng của bộ vị kinh này đi qua. | Chân (足) | Thủy (水) | Bàng quang (膀胱) | Thận (腎)         | Thân 3 p.m. tới 5 p.m. |
| Túc dương minh vị kinh (Yangming Stomach Channel of Foot, 足阳明胃经) Chủ trị: Bệnh chứng của các bộ vị trước đầu, mặt, miệng, răng, hầu họng, bệnh tràng vị, bệnh thần chí, bệnh cao huyết áp, thiếu máu, bệnh thiếu bạch cầu, cơ thể suy nhược và bệnh chứng của bộ vị kinh này đi qua.                      | Chân (足) | Thổ (土)  | Vị (胃)           | Tỳ (脾)           | Thìn 7 a.m. tới 9 a.m. |

Nhâm mạch chủ trị: Bệnh hệ sinh dục tiết niệu, bệnh tràng vị, bệnh chứng phế và hầu họng, bệnh thần chí, cơ thể suy nhược, và bệnh chứng của bộ vị kinh này đi qua.
Đốc mạch chủ trị: Bệnh bộ vị đầu mặt, hầu họng và bệnh tâm, phế, tràng vị, bệnh hệ sinh dục tiết niệu, bệnh phát sốt, bệnh thần chí, đại não phát dục không hoàn chỉnh, bệnh thiếu bạch cầu, cơ thể hư suy, thần kinh suy nhược, và bệnh chứng của bộ vị kinh này đi qua.